# Orciano di Pesaro
Orciano di Pesaro település Olaszországban, Marche régióban, Pesaro és Urbino megyében. Lakosainak száma 2006 fő (2017. január 1.). Orciano di Pesaro Mondavio, Montemaggiore al Metauro, Sant’Ippolito, Serrungarina, Barchi, Monte Porzio és San Giorgio di Pesaro községekkel határos.

## Népesség
A település lakossága az elmúlt években az alábbi módon változott:

| 2017 | 2 006 |